# Saint-Martin-les-Eaux

Saint-Laurent-du-Verdon este o comună în departamentul Alpes-de-Haute-Provence din sud-estul Franței. În 1 ianuarie 2022 avea o populație de 123 de locuitori.